# Margaret Cho
Margaret Cho, née le 5 décembre 1968 à San Francisco, en Californie, aux États-Unis, est une actrice, scénariste, productrice, et réalisatrice américano-coréenne.
Ouvertement bisexuelle, Margareth Cho s'est à plusieurs reprises publiquement engagée dans le débat public en faveur des droits LGBT,.

## Biographie

### Jeunesse
Margaret Moran Cho est né dans une famille Coréano-Américaine à San Francisco, en Californie. Elle a grandi dans un quartier à diversité raciale dans les années 1970 et 1980, qu'elle a décrit comme une communauté de « vieux hippies, ex-drogués, le burn-out des années 60, drag queens, de Chinois et de Coréens ». Pour dire que c'était un melting-pot - elle finit par « C'était vraiment déroutant, instructif, des temps merveilleux. ».
Les parents de Cho, Young-Hie et Seung-Hoon Cho, dirigeaient PaperBack Trafic, une librairie à Polk Street dans la rue California Street à San Francisco. Son père écrit des livres de blagues et une colonne dans un journal de Séoul, Corée du Sud. Plus tard Cho a exprimé un intérêt dans la comédie, elle a auditionné et a été accepté dans l'école d'Arts de San Francisco. Pendant son séjour à l'école, elle s'est impliquée dans le groupe d'improvisation aux côtés de l'acteur Sam Rockwell.
Après avoir fait plusieurs spectacles dans un club à côté de la librairie de ses parents, Cho a lancé une carrière de stand-up et a passé plusieurs années à développer ses textes dans les clubs. La carrière de Cho a commencé à se construire après des apparitions dans des campus universitaires et à la télévision. En 1992, elle est apparue dans la série télévisée Les Craquantes un spin-off de The Golden Palace où elle jouait un petit rôle. En 1994, Cho a remporté le American Comedy Award de la meilleure comédienne. En 2010, sur le plateau de l'émission de télévision The View, elle a parlé de sa nervosité à faire The Golden Palace et a remercié Rue McClanahan pour son aide lors des répétitions. Elle a également obtenu une place très convoitée en première partie de l'humoriste Jerry Seinfeld et était également une invitée fréquente du plateau The Arsenio Hall Show.

## Carrière télévisuelle

### All American Girl
Cette même année, ABC a élaboré et diffusé une sitcom basée sur la routine des stand-up de Cho. Le spectacle, All-American Girl, a d'abord été fêté comme la première émission télé mettant en vedette une famille d'Asie de l'Est.
Cho a exprimé des regrets concernant l'émission et ses producteurs.
- Le producteur exécutif en particulier Gail Berman, a critiqué son apparence et la rondeur de son visage, Cho s'est sous-alimenté pendant plusieurs semaines. Sa rapide perte de poids, a modifié son apparence au moment du tournage de l'épisode pilote, ce lui a causé une insuffisance rénale grave[9].L'actrice raconte, par ailleurs, cet épisode dans le documentaire de Jennifer Siebel Newson intitulé Miss Representation.
- Le spectacle a souffert des critiques au sein de la communauté est-asiatique des États-Unis sur sa perception des stéréotypes. Les producteurs ont dit de Cho, à différents moments de la production, qu'elle était « trop asiatique » et qu'elle n'était « pas assez asiatique ». À un moment donné au cours de l'émission, les producteurs ont engagé un coach pour apprendre Cho comment "être plus asiatique»[8].
- Une grande partie de l'humour était gras avec parfois des stéréotypes de ses parents coréens.

La série a été annulée après avoir souffert de mauvaises critiques et des effets des modifications majeures de contenu au cours de sa seule saison comportant 19 épisodes.
Après l'annulation de l'émission, 1995, Cho est devenu accro à la drogue, ainsi qu'à l'alcool. Comme détaillé dans son autobiographie de 2002, « je suis celle que je veux être », en 1995, sa toxicomanie était évidente lors d'une performance à Monroe, en Louisiane, où elle a été huée par 800 collégiens à sa sortie de scène.

### New Year's Rockin' Eve
Dans le même temps qu'All-American Girl connaissait des difficultés, Margaret Cho a participé à l’émission New Year's Rockin' Eve de 1995 avec Steve Harvey,,.

### Autres apparitions
Cho est apparu dans un épisode de la quatrième saison de Sex and the City série de la HBO. L'épisode, intitulé " The Real Me ", est diffusée le 3 juin 2001, où était également invité le mannequin Heidi Klum.
Cho et sa famille et ses amis sont apparus dans un épisode de la série Celebrity Family Feud sur NBC, dans la première émission le 24 juin 2008. Plus tard pendant l'été, Cho est apparu dans sa propre sitcom réalité The Show Cho pour VH1. Cette émission a commencé le 21 août, 2008 et a duré une saison. Elle est ensuite apparu en tant qu'actrice de soutien dans la série Drop Dead Diva, qui a débuté en Juillet 2009.
En avril 2011, Cho est la guest star de la série télévisée 30 Rock dans l'épisode 22 de la saison 5 Tout est beau sous le soleil (Everything Sunny All the Time Always). Elle jouait le dirigeant nord-coréen Kim Jong-Il. Elle a été nommée pour un Primetime Emmy Award de la meilleure actrice invitée dans une série télévisée comique. Elle est apparue plus tard pour jouer le fils de Kim Jong-Il, Kim Jong-un.
En 2010, Cho est apparu comme candidate de la 11e saison de Dancing with the Stars.
Elle a été également jury pour la compétition de Best ink, le meilleur tatoueur.
En janvier 2019 elle participe dès le 2e épisode à The Masked Singer, et est éliminée lors du 4e épisode.

## Spectacle

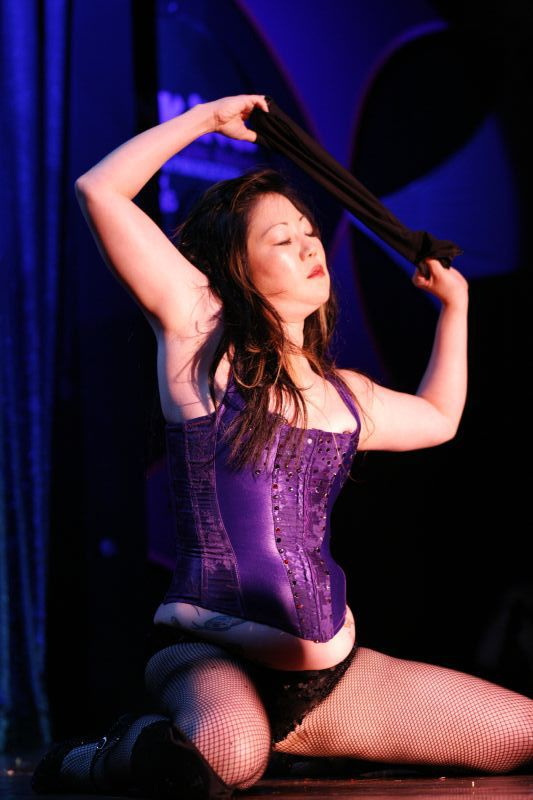
Cho exécutant un spectacle de New burlesque en 2006 à la cérémonie de Miss monde Exotique.

En 2002, le spectacle Notorious C.H.O. (le titre dérivé du rappeur assassiné The Notorious B.I.G.), le spectacle traite de son adolescence dans les années 1970 à San Francisco et de sa bisexualité. L'année suivante, Cho a fait un autre stand-up filmé, Révolution, qui est sortie en 2004.
En 2005, Cho a commencé à promouvoir et tournée son nouveau spectacle, Assassin. Le spectacle est son quatrième rediffusé en direct et en première sur la chaîne de télévision payante à thématique gay Here!, en Septembre 2005. Les affiches pour Assassin présentait Cho en tenue de parachutiste et muni d'un microphone, une référence à la fameuse photo de 1974 de l'héritière Patty Hearst.
Cho a lancé The Sensuous Woman (La femme sensuelle), une tournée de spectacle burlesque et de variétés, à Los Angeles le 10 août 2007.
La première représentation de Beautiful tour de Cho était le 28 février 2008, à Sydney, en Australie dans le cadre du festival Sydney Mardi Gras. Cho a également été le chef de parade pour la parade annuelle du festival le long d'Oxford Street, le 1er Mars.
Sa tournée Mother a été lancé à l'automne 2013 avec quelques représentations en Europe en 2014. Le titre de la tournée ne se réfère pas à des impressions sur la mère de Cho, mais sur Cho elle-même. Mother est le surnom donné par ses nombreux amis homosexuels au fil des ans.

## Musique
En Septembre 2008, Cho a sorti son single, I Cho Am a Woman, sur iTunes. La chanson, produite par Desmond Child, a été présenté sur sa série sur la chaîne VH1.
En 2010, elle a travaillé sur un album complet, Cho Dependent (en). L'album est sorti le 24 août 2010. Elle a tourné des clips pour les chansons I'm Sorry, Eat Shit and Die, et My Lil' Wayne; Liam Kyle Sullivan a dirigé les deux premiers. L'album a été nommé pour un Grammy Award en 2010 dans la catégorie meilleure album de comédie. En 2011, Showtime a diffusé un stand-up spécial intitulé Margaret Cho: Cho Dependent qui présentait le spectacle de l'album.

## Vie privée
En 1994, Margaret Cho était en couple avec le réalisateur Quentin Tarantino, il est apparu dans un épisode de All-American Girl sitcom dans sa parodie de Pulp Fiction nommé Pulp Sitcom. Elle a également eu une relation avec le musicien Chris Isaak.
Elle a épousé Al Ridenour, un artiste et producteur de film.
En 2009, elle vit à Peachtree City en Géorgie, car Drop Dead Diva est filmé dans la région d'Atlanta.
Elle est ouvertement bisexuelle.

## Distinctions
- En 1994, le groupe Skankin 'Pickle a sorti son album Sing Along With Skankin 'Pickle avec une chanson intitulée "It's Margaret Cho".
- En 1999, I'm the One That I Want gagne le prix du meilleur spectacle de l'année du magazine New York et a été nommé pour la meilleure performance de l'année par le magazine Entertainment Weekly[27].
- En 2000, elle a remporté le Prix Allen Gracie des femmes américaines, dans le domaine de la radio et de la télévision, en reconnaissance de sa participation à l'évolution des rôles et des préoccupations des femmes[27].
- En 2000, l'association Gay & Lesbian Alliance Against Defamation lui a décerné un Golden Gate Award et la décrit comme une artiste qui, « comme un pionnier, a fait une différence significative dans la promotion de l'égalité des droits pour tous, indépendamment de l'orientation sexuelle ou l'identité de genre »[28].
- En 2001, elle a reçu un prix de l'organisation Lambda Legal (en) pour son engagement dans la cause LGBT[29].
- En 2003, elle a reçu le prix Justice in Action de l'organisation protectrice des droits des Asio-Américains Asian American Legal Defense and Education Fund (en)[30].
- En 2003, elle a reçu le prix Intrepid par l'organisation féministe Américaine National Organization for Women[31].
- En 2004, elle a reçu le Prix du Premier Amendement par l'association Union américaine pour les libertés civiles[32].
- Le 30 avril 2008 a été déclarée Margaret Cho Day à San Francisco[33].

## Filmographie

### Comme actrice

#### Cinéma
- 1995 : The Doom Generation : Clerk's Wife
- 1996 : Sweethearts : Noreen
- 1996 : Le Dernier Anniversaire (It's My Party) de Randal Kleiser : Charlene Lee
- 1997 : Fakin' Da Funk : May-Ling
- 1997 : Pink as the Day She Was Born de Steve Hall : Donna
- 1997 : Volte/face (Face/Off) : Wanda
- 1998 : The Thin Pink Line : Asia Blue / Terry
- 1998 : Ground Control : Amanda
- 1998 : Les Razmoket, le film (The Rugrats Movie)  de Norton Virgien et Igor Kovaljov : Lt. Klavin (voix)
- 1999 : The Tavern : Carol
- 1999 : Can't Stop Dancing : JoJo
- 2000 : I'm the One That I Want : elle-même
- 2000 : $pent : Shirley
- 2002 : Grocery Store : une vendeuse
- 2003 : Nobody Knows Anything! : Agent de location de voitures
- 2005 : Bam Bam and Celeste : Celeste
- 2017 : Bright : Sergent Ching
- 2021 : Good on Paper de Kimmy Gatewood : Margot
- 2022 : Sex appeal de Talia Osteen : Ma Deb
- 2022 : The Listener de Steve Buscemi : Corinne (voix)
- 2022 : Fire Island : Erin
- 2025 : I Want Your Sex de Gregg Araki

#### Séries télévisées
- 1990 : 1/2 Hour Comedy Hour : Guest
- 1993: Une nounou d'enfer : Carene (saison 6)
- 1994 : Red Shoe Diaries 9: Hotline : une travailleuse du sexe par téléphone
- 1994 : Angie : l'infirmière #2
- 1994 : All-American Girl : Margaret Kim
- 1995 : Happily Ever After: Fairy Tales for Every Child (voix)
- 1999 : Sex and the City : Lynn Cameron (saison 4,  épisode 2 "The Real Me")
- 2007 : Girltrash! : Min Suk
- 2009 : 17 ans encore : Mme Dell, l'institutrice
- 2009–2014 : Drop Dead Diva : Teri Ly
- 2010 : Ghost Whisperer : Avery Grant (saison 5, épisode 14 "Spiritisme" et saison 5, épisode 17 "Sur la pente glissante")
- 2020 : De celles qui osent (The Bold Type) : elle-même (saison 4, épisode 2)
- 2019 : New York, unité spéciale : Evelyn Lee (saison 21, épisode 7)
- 2021 : Infinity Train : Morgan (voix, 3 épisodes)
- 2021 : Tuca and Bertie : la mère de Bertie
- 2021 : Good Trouble : elle-même (3 épisodes)
- 2021 : The Great North : Jan
- 2021 : Docteur Doogie : Frankie
- 2021 : Awkwafina Is Nora from Queens : Mother Jupiter (2 épisodes)
- 2022 : Little Ellen : Ninni (2 épisodes)
- 2022 : The Flight Attendant : Utada (8 épisodes)

#### Téléfilms
- 1992 : Move the Crowd
- 1994 : Attack of the 5 Ft. 2 Women : Connie Tong
- 1998 : Five Houses
- 2008 : Two Sisters

### Comme candidate
- 2010 : Dancing with the Stars saison 11 : éliminée le jour 16 (sur 65)
- 2018 : The Masked Singer saison 1 : éliminée lors du 4e épisode

### Comme productrice et scénariste
- 2000 : I'm the One That I Want
- 2002 : Grocery Store (vidéo)
- 2002 : Notorious C.H.O.
- 2004 : CHO Revolution (vidéo)
- 2005 : Margaret Cho: Assassin
- 2005 : Bam Bam and Celeste

### Comme réalisatrice
- 2002 : Grocery Store (vidéo)